# Lyon-Saint-Exupéry TGV
Lyon-Saint-Exupéry TGV, dawniej Satolas TGV – stacja i dworzec zbudowane 20 km na wschód od centrum Lyonu z przeznaczeniem dla pociągów TGV, na linii LGV Rhône-Alpes.

## Historia
Dworzec został zaprojektowany przez hiszpańskiego architekta Santiaga Calatravę, został otwarty dla publiczności 3 lipca 1994, wraz z otwarciem linii LGV Rhône-Alpes.

## Architektura
Dworzec jest zbudowany ze zbrojonego betonu i przykryty stalowym dachem. Wygląd zewnętrzny dworca jest często porównywany do ptaka wzbijającego się do lotu.
Stacja posiada 5 torów, torowisko jest długie na 500 m i szerokie na 50 m. Dwa środkowe tory są odizolowane od pozostałej części dworca i pozwalają pociągom TGV na przejazd z pełną prędkością 300 km/h. Pozostałe 3 tory są położone przy dwóch peronach, umieszczonych na zewnątrz torów przelotowych. Peron znajdujący się po zachodniej stronie posiada dwa tory, zaś przy peronie wschodnim wybudowano jeden tor, jednak pozostawiono miejsce na drugi. Od zachodniej strony dworca zarezerwowano teren na budowę torów linii kolejowej, która w przyszłości miała połączyć go z centrum Lyonu. 
Powyżej peronów znajduje się hala, długa na 300 m, pozwalająca podróżnym na dostęp do peronów za pomocą licznych schodów ruchomych. Całość przykryta jest betonowym sufitem, długim na 400 m i szerokim na 53 m, w którym znajdują się liczne przeszklenia, zapewniające naturalne oświetlenie.
Centralny hall dworca jest zorientowany prostopadle do torów, i przykryty dużą stalową strukturą, przypominającą wzniesione do lotu skrzydła.
Całość została wybudowana kosztem 750 mln franków.

## Połączenie z portem lotniczym
Dworzec jest połączony przejściem pieszym długości 250 , wyposażonym w ruchomy chodnik, z terminalem międzynarodowego portu lotniczego Lyon-Saint-Exupéry. Ten port lotniczy był pierwszym obsługiwanym bezpośrednio przez pociągi TGV. Tym niemniej, niewielu podróżnych korzystających z dworca jest równocześnie klientami linii lotniczych.

## Projekty
- Wybudowanie linii tramwajowej między Lyonem i dworcem pozwoliło na lepszą komunikację z centrum miasta. Linię uruchomiono w sierpniu 2010, wykorzystując tymczasowy, prowizoryczny peron przy północnym krańcu dworca, gdyż właściwy peron nie był jeszcze wybudowany. Całość prac ukończono w czerwcu 2011[1]. Dwukrawędziowy peron dla tramwajów wybudowano pod głównym wejściem do dworca od strony zachodniej. Dobudowano także ruchome schody i windy, łączące peron z poziomem hali dworcowej.  Dwusystemowe tramwaje "Rhonexpress" zapewniają połączenie z dworcem Lyon Part Dieu, trasę pokonują w 29 minut.
- Rozważane są również projekty połączenia dworca z największymi miastami regionu Rodan-Alpy przy użyciu pociągów TER.
- Znaczenie dworca powinno znacznie wzrosnąć po oddaniu do użytku nowej linii szybkiej kolei Lyon - Turyn.